# Johann Knutzen
Johann(es) Knutzen (* 1487 oder 1488 in Husum; † 5. Juni 1546 in Lübeck) war ein deutscher Domherr.

## Leben
Knutzen stammte aus Husum. Er war ein Sohn des Hans Knutzen und der Geseke (Margarethe), die eine uneheliche Tochter von König Friedrich I. von Dänemark und Norwegen gewesen sein soll. Sein Bruder Matthias Knutzen war möglicherweise mit dem Matthias Knutzen († 14. Februar 1559) identisch, der in Husum an der Durchführung der Reformation beteiligt war und später Ratsherr in Kiel wurde.
Johann Knutzen studierte Theologie und Kirchenrecht und wurde zum Dr. decr. promoviert. Von 1510 bis 1520 wirkte er als Pfarrer in Mildstedt. Wahrscheinlich seit 1515 bis mindestens 1534 war er auch Inhaber der Pfarrherrnpräbende der Marienkirche in Wismar und Propst in Lüneburg. 1520 wurde er Domherr in Schwerin, später auch in Schleswig, und nach mehreren vergeblichen Anläufen erhielt er 1540 die Possession auf die Option der Großen Präbende am Lübecker Dom.
Weit gewandert, bekannt und äußerst gewandt, beriet er schon 1525 Herzog Albrecht VII. von Mecklenburg-Güstrow und war mehrfach als sein Gesandter tätig, so inoffiziell 1530 auf dem Reichstag zu Augsburg. Er galt neben dem herzoglichen Kanzler Joachim von Jeetze als Hauptgegner der Reformation in Mecklenburg-Güstrow und als Freund und Günstling von Kardinal Lorenzo Campeggi. 1532 war er Gesandter beim Reichstag zu Regensburg und verfasste einen tagebuchartigen Bericht, den Georg Christian Friedrich Lisch edierte. 1533 reiste er in diplomatischer Mission zu Kaiser Karl V. über Trient nach Alessandria und mit ihm weiter nach Genua. Dabei ging es um Bestrebungen des (katholischen) Güstrower Hofes, in holländische und dänische Verhältnisse einzugreifen.
Von 1543 bis an sein Lebensende residierte er in Lübeck. Er wurde im Lübecker Dom begraben. Seine Grabplatte ist dokumentiert, aber nicht erhalten.

## Werke
- Tagebuch über den Reichstag zu Regensburg 1532. Hrsg. von Georg Christian Friedrich Lisch; in: Mecklenburgische Jahrbücher 23 (1858), S. 91–100 Volltext